# جان هیوگن‌هالتز
یوهانس برناردوس تئودوروس "هانس" هیوگن‌هالتز (انگلیسی: Johannes Bernhardus Theodorus "Hans" Hugenholtz؛ زادهٔ ۳۱ اکتبر ۱۹۱۴ در فلدر – درگذشتهٔ ۲۵ مارس ۱۹۹۵ در زاندفورت)، که در کشورهای انگلیسی‌زبان با نام جان هیوگن‌هالتز (به انگلیسی: John Hugenholtz) شناخته می‌شود، طراح خودرو و میدان‌های مسابقات اتومبیل‌رانی اهل هلند بود.
پدر هیوگن‌هالتز، که هم‌نام خودش بود، یک کشیش پروتستان و فعال صلح بود که در سال ۱۹۱۸ خانواده را به پورمرند، و سپس در سال ۱۹۲۴ به امرزتال منتقل کرد. هیوگن‌هالتز در تحصیلات خود را برای آموختن حرفهٔ وکالت ادامه داد و پس از آن شغل روزنامه‌نگاری مشغول شد؛ با این حال او به خودروها علاقهٔ زیادی داشت. او در دوران جوانی یک موتورسوار مسابقه‌ای آماتور بود. او سپس باشگاه مسابقات اتومبیل‌رانی هلند را در سال ۱۹۳۶ تأسیس کرد و از سال ۱۹۴۹ تا ۱۹۷۴ نیز مدیر پیست مسابقهٔ زاندفورت بود. او همچنین انجمن بین‌المللی میدان‌های مسابقهٔ دائمی را در پاریس، و باشگاه اتومبیل‌های پیشگام را در سال ۱۹۵۶ بنیان‌گذاری کرد که در نهایت به شکل‌گیری فدراسیون بین‌المللی خودروهای تاریخی (فیوا) انجامید.
هیوگن‌هالتز انواع گوناگونی از پیست‌های مورد استفادهٔ مسابقات فرمول یک را طراحی کرد که به‌خاطر طبیعت چالش‌برانگیز و امکانات نوآورانه مورد تحسین قرار گرفتند. از جملهٔ امکانات جدیدی که در این پیست‌ها استفاده شده‌بود، چندین لایه از حصارهای انعطاف‌پذیر و زنجیری بود که برای کاهش سرعت و مهار خودروهایی که از مسیر خارج می‌شدند، و کاهش احتمال صدمه‌دیدن راننده در مقایسه با موانع ثابت مرسوم، کاربرد داشت. هیوگن‌هالتز پیست‌های سوزوکا در ژاپن (۱۹۶۲)، زولدر در بلژیک (۱۹۶۳)، بخش استادیومی «موتودروم» هوکنهایمرینگ در آلمان (۱۹۶۵)، جاراما در اسپانیا (۱۹۶۷)، اونتاریو موتور اسپیدوی (با همراهی مایکل پارکر، معمار اهل پورتلند) در کالیفرنیا (۱۹۷۰)، و نیولس باولرز در بلژیک (۱۹۷۱) را طراحی کرد.